# 约以和约

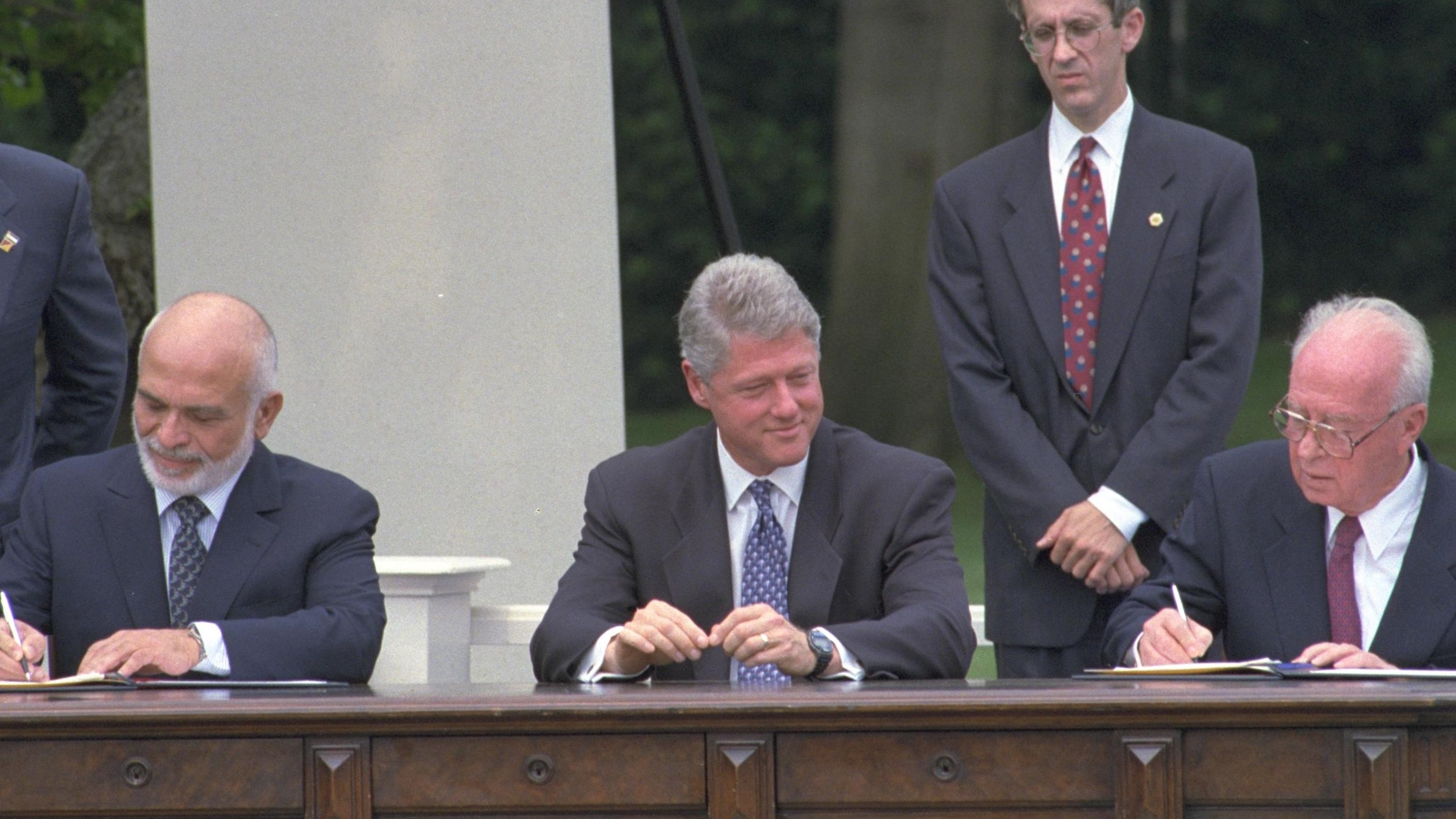
1994年7月，美国总统比尔·克林顿(中)在白宫草坪上观看约旦国王侯赛因(左)和以色列总理伊扎克·拉宾(右)签署《华盛顿宣言》，结束了两国之间的官方敌对状态

约以和约，全称为约旦与以色列和平条约（羅馬化：Heskem Ha-Shalom beyn Yisra'el Le-Yarden，羅馬化：Mu'ahadat as-Salaam al-'Urdunniyah al-Isra'yliyah），有时称为瓦迪·阿拉巴条约。签署仪式于1994年10月26日在阿拉伯南部边界过境点举行。约旦是继埃及之后第二个与以色列签署和平协议的阿拉伯国家。
该条约建立了两国之间的外交关系，调整了土地和水的争端，并为旅游和贸易提供了广泛的合作。其中包括一项保证是约旦和以色列都不允许其领土成为第三国军事打击的集结地。

## 历史
1987年，以色列外交部长希蒙·佩雷斯和約旦国王侯赛因·本·塔拉勒试图秘密达成一项和平协议，以色列将约旦河西岸割让给约旦。双方签署了一项协议，为中东和平会议确定了框架。由于以色列总理伊扎克·沙米尔的反对，这项提议没有得到完成。第二年，约旦放弃了对西岸的要求，转而支持以色列和巴解组织之间的和平解决。
讨论始于1994年。以色列总理伊扎克·拉宾和佩雷斯外長通知侯赛因国王，在与巴解组织签署奥斯陆协议之后，约旦可能“被排除在重要的游戏之外”。侯赛因与埃及总统穆巴拉克和叙利亚总统阿萨德进行了磋商。穆巴拉克鼓励他，但阿萨德告诉他只能“对话”，不要签署任何协议。美国总统克林顿向侯赛因施加压力，要求他开始和平谈判，并与以色列签署和平条约，并向他保证，约旦的债务将得到免除。这些努力取得了成功，约旦与以色列签署了一项不交战协议。拉宾、侯赛因和克林顿于1994年7月25日在华盛顿特区签署了《华盛顿宣言》。声明说，以色列和约旦结束了正式的敌对状态，将开始谈判，以实现“结束流血和悲伤”以及公正和持久的和平。

## 签署
1994年10月26日，约旦和以色列在以色列阿拉瓦河谷举行的仪式上签署了和平条约 ，该河谷位于埃拉特以北，靠近约旦边界。拉宾总理和马扎利总理签署了该条约，以色列总统魏兹曼与侯赛因国王握手。在美国国务卿沃伦·克里斯托弗的陪同下，克林顿发表了讲话。成千上万的彩色气球放飞到空中，结束了这次活动。
埃及对该协议表示欢迎，而叙利亚对此置之不理。黎巴嫩民兵组织真主党反对该条约，并在仪式开始前20分钟向加利利北部城镇发射迫击炮和火箭弹。以色列居民被迫疏散到安全的避难所，但是他们随身携带晶体管收音机和移动电视，以免错过与第二个阿拉伯国家签署和平条约的历史性时刻。

## 合约内容
《和平条约》由序言、30条、5个附件和商定的会议记录组成。它解决了领土、安全、水资源和一系列合作上的问题。
附件一，涉及边界和主权。附件一(a)节规定了约旦与1967年被以色列占领的约旦河西岸之间的“行政边界”，但不损害该领土的地位。以色列承认约旦对納哈拉伊姆和Al Ghamr的主权。
附件二，涉及水和有关事项。根据《条约》第6条，约旦和以色列同意设立一个“联合供水委员会”(第七条)。
附件三，涉及犯罪和毒品的问题。
附件四，涉及环境问题。
附件五，涉及过境、护照和签证。第6条规定，“每一方都有权根据其规定拒绝任何人入境”
该条约的商定记录提供了有关执行和平条约的一些细节。

### 主要原则
1. 边界：以色列与约旦之间的国际边界包括约旦河和耶尔穆克河、死海、埃米克河/瓦迪阿拉巴河和亚喀巴湾。[7]分隔约旦和约旦河西岸的那一段边界线被规定为“不损害[该]领土的地位”。[7]
2. 外交关系与合作：双方同意建立全面的外交领事关系，互派常驻使馆，签发旅游签证，开放航空旅行和海港，在阿拉瓦建立自由贸易区和工业园。该协议禁止恶意宣传两国关系。
3. 安全和防务：各国承诺尊重各自的主权和领土，未经允许不得进入对方领土，并合作打击恐怖主义。这包括挫败边界攻击、走私、防止对另一方的任何敌对攻击以及不与任何恐怖主义组织合作对付另一方。
4. 耶路撒冷：第9条将和平条约与以色列—巴勒斯坦和平进程（英语：Israeli–Palestinian peace process）联系起来。以色列认识到约旦在耶路撒冷穆斯林圣地中的特殊作用，并承诺在关于永久地位的谈判中高度优先考虑约旦在这些圣地中的历史作用。
5. 水：以色列同意每年向约旦提供50,000,000立方（1.8×109立方英尺）的水，并让约旦拥有耶尔穆克河75%的水资源。两国可以开发其他水资源和水库，并同意帮助对方。以色列还同意帮助约旦使用海水淡化技术，以便找到更多的水。[13]
6. 巴勒斯坦难民：以色列和约旦同意合作帮助难民，包括成立一个四方委员会(成员为以色列、约旦、埃及和巴勒斯坦)，努力寻求解决办法。

## 后续
根据这些协议，以色列和约旦开放了边界。两国建立了几个边境口岸，允许游客、商人和工人在两国之间旅行。以色列游客开始访问约旦，许多人是为了看佩特拉的紅石山洞--一座石雕的纳巴提亚城市，在20世纪50年代和60年代吸引了以色列人，经常吸引冒险家秘密访问。
1996年，两国签署了一项贸易条约。作为协议的一部分，以色列协助在安曼建立了一个现代化的医疗中心。
2013年12月，以色列和约旦签署了一项协议，将在约旦港口亚喀巴附近的红海建立一座海水淡化厂，作为红海-死海运河(Red Sea - dead Sea Canal)的一部分。
2018年10月，约旦通知以色列，不打算续期根据协定附件一租赁的土地。附件给予约旦权利，在25年之后不续签纳哈拉伊姆和Al Ghamr的租约，条件是提前一年发出通知。2019年11月10日，约旦正式宣佈即日起收回纳哈拉伊姆和Al Ghamr。